# 理查森縣
理查森縣（英語：Richardson County）是美國內布拉斯加州東南角的一個縣，南鄰堪薩斯州，東隔密蘇里河與密蘇里州相望。面積1,433平方公里。根據美國2000年人口普查，共有人口9,531。縣治福爾斯城 （Falls City）。
成立於1854年11月23日。縣名紀念聯邦眾議員、參議員 （代表伊利诺伊州）、內布拉斯加州州長威廉·亞歷山大·理查森。